# ウェントワース・ミラー
ウェントワース・ミラー（Wentworth Miller 本名:Wentworth Earl Miller III, 1972年6月2日 - ）は、イギリス出身でアメリカの俳優である。身長186.7cm(6'1 1/2)。
代表作はマイケル・スコフィールドを演じたテレビシリーズ『プリズン・ブレイク』など。

## 生い立ち
ミラーは、父親側の血縁にアフリカ系アメリカ人、ジャマイカ人、イングランド人およびユダヤ系ドイツ人、チェロキー族（アメリカ先住民の一部族）がいる。父親は弁護士兼教師、母親はロシア系ユダヤ人、フランス、オランダ、レバノン、シリアの血を引き、同じく特殊学級教師である。イギリスとアメリカの二重国籍を保有している。
イギリス・オックスフォードシャー州のチッピング・ノートンで生まれ、ニューヨーク・ブルックリンで育った。プリンストン大学卒業（専攻は英文学）。高校時代はミュージカル、大学時代はアカペラグループのメンバーだった。俳優になる前はロサンゼルスの製作会社で働いていた。
1991年、19歳の学生の頃父といっしょに描いたマンガを収めた書籍 Sewickleyness が発刊されている。コピーライトはTWOWENTS Associate（父の名はWentworth Earl Miller II）。

## 俳優歴

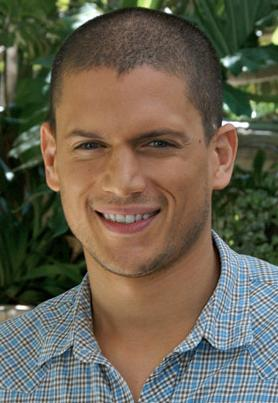
2011年

1995年、俳優としてのキャリアを追求するために、ロサンゼルスに移る。
彼の最初の主演作品は、ABCのミニシリーズ『ダイノトピア』で、敏感で内向的なデビッド役であった。その後、いくつかマイナーな役に取り組んだ後、2003年に映画『白いカラス』でコールマン・シルク(アンソニー・ホプキンス)の青年時代を演じる。
2005年、フォックスネットワークの『プリズン・ブレイク』の主演マイケル・スコフィールド役を得る。この演技で彼は、2005年のゴールデングローブ賞にノミネートされた。
ミラーは、マライア・キャリーの 「イッツ・ライク・ザット」、「ウィ・ビロング・トゥゲザー」の2曲のミュージックビデオに出演している。『プリズンブレイク』のパイロット版の監督を務めたブレット・ラトナーがマライアにミラーの出演を勧めたことによる。ミラーの写真を見たマライアは彼を採用することに同意。ミュージックビデオと『プリズン・ブレイク』のパイロット版は同時に撮影が行われた。
ミラーは 「マライアは国際的に知られたスター。私が彼女のミュージックビデオの撮影に費やした2日間は、私のキャリアに大きな影響をもたらした。『プリズン・ブレイク』より前に取り組んだどの仕事よりも、多くの人々の目に触れる機会を与えくれた。こうした機会を得たことに感謝している。」と語っている
。
2010年代になると、俳優としてだけでなく脚本家としても活動しており、デビュー作となる『イノセント・ガーデン』や『フォービドゥン/呪縛館 The Disappointments Room』などを手がけている。また、プロデューサー業も務めている。

## 私生活
かなりのアレルギー体質である（食品、犬、猫など）。
2013年8月、サンクトペテルブルク国際映画祭からの招待に対して同性愛者であることを告白し、ロシアにおける同性愛プロパガンダ禁止法の成立を理由に同映画祭への出席を拒否した。
2021年7月、前年に自閉症の診断を受けていた事を公表した。

## フィルモグラフィー

### 映画
| 年   | 題名                                                     | 役名                       | 備考     | 吹き替え                             |
| ---- | -------------------------------------------------------- | -------------------------- | -------- | ------------------------------------ |
| 2003 | アンダーワールド Underworld                              | アダム・ロックウッド       |          | 平川大輔                             |
| 2003 | 白いカラス The Human Stain                               | 若い頃のコールマン・シルク | 室園丈裕 |                                      |
| 2005 | ステルス Stealth                                         | EDI                        | 声の出演 | 川島得愛                             |
| 2010 | バイオハザードIV アフターライフ Resident Evil: Afterlife | クリス・レッドフィールド   |          | 東地宏樹（劇場公開版、テレビ朝日版） |
| 2014 | パーフェクト・ルーム The Loft                            | ルーク・シーコード         | 東地宏樹 |                                      |
| TBA  | Snatchback                                               |                            |          |                                      |

### テレビ
| 年                | 題名                                                                  | 役名                                      | 備考                             | 吹き替え |
| ----------------- | --------------------------------------------------------------------- | ----------------------------------------- | -------------------------------- | -------- |
| 1998              | バフィー 〜恋する十字架〜 Buffy the Vampire Slayer                    | ゲージ・ペトロンジー                      | シーズン2 第20話 "魚の逆襲"      |          |
| 2000              | ER緊急救命室 ER                                                       | マイク・パルミーリ                        | シーズン7 第1話 "学園祭"         |          |
| 2002              | ダイノトピア Dinotopia                                                | デヴィッド・スコット                      | ミニシリーズ、3エピソード        |          |
| 2005              | ゴースト 〜天国からのささやき Ghost Whisperer                         | ポール・アダムス                          | シーズン1 第1話 "つむがれゆく命" |          |
| 2005 - 2009, 2017 | プリズン・ブレイク Prison Break                                       | マイケル・スコフィールド                  | 主演、90エピソード               | 東地宏樹 |
| 2009              | プリズン・ブレイク ファイナル・ブレイク Prison Break: The Final Break | マイケル・スコフィールド                  | テレビ映画                       | 東地宏樹 |
| 2009              | LAW & ORDER:性犯罪特捜班 Law & Order: Special Victims Unit            | ネイト・ケンダル                          | シーズン11 第1話 "落とした影"    |          |
| 2011              | Dr.HOUSE House                                                        | ベンジャミン・バード                      | シーズン8 第3話 "金持ちな患者"   | 東地宏樹 |
| 2014 - 2019       | THE FLASH/フラッシュ The Flash                                        | レナード・スナート / キャプテン・コールド | 13エピソード                     | 東地宏樹 |
| 2016 - 2021       | レジェンド・オブ・トゥモロー Legends of Tomorrow                      | レナード・スナート / キャプテン・コールド | 23エピソード                     | 東地宏樹 |
| 2019              | マダム・セクレタリー Madam Secretary                                  | マーク・ハンソン上院議員                  | シーズン6 9エピソード            | 前田一世 |
| 2019, 2021        | LAW & ORDER:性犯罪特捜班 Law & Order: Special Victims Unit            | アイザイア・ホームズ                      | 2エピソード                      |          |

### 脚本
- イノセント・ガーデン Stoker (2013年）
- フォービドゥン/呪縛館 The Disappointments Room (2016年)

### プロデューサー業
- イノセント・ガーデン Stoker (2013年）
- フォービドゥン/呪縛館 The Disappointments Room (2016年)
- プリズン・ブレイク シーズン５ Prison Break: Sequel (2016年）

## 日本語吹き替え
『プリズン・ブレイク』以降、東地宏樹が専属（フィックス）としてほとんどの作品で担当している。
このほかにも、平川大輔、室園丈裕、前田一世なども声を当てたことがある。